# Miss Namibie
Miss Namibie est un concours de beauté féminine, destiné aux jeunes femmes habitantes et de nationalité namibienne, âgées de 18 à 23 ans. Il est tenu depuis 1980 pour désigner la représentante de la Namibie, dont la lauréate présente principalement le pays aux concours internationaux Miss Univers et Miss Monde.
Depuis le 8 mai 1992, le concours Miss Namibie détient qu'un seul titre dans l'un des quatre compétitions internationales, Miss Univers. Pour l'instant, aucune Miss Namibie n'a réussi à détenir le titre de Miss Monde, Miss International et Miss Terre.

## Lauréates
| Lauréate | Nom                          | Ville      | 1re dauphine               | 2e dauphine         | Notes |
| -------- | ---------------------------- | ---------- | -------------------------- | ------------------- | --- |
| 1980     | Bernice Tembo                | Windhoek   |                            |                     | |
| 1981     | Antoinette Knoetze           | Windhoek   |                            |                     | |
| 1982     | Desere Kotze                 | Windhoek   |                            |                     | |
| 1983     | Astrid Klotzch               | Windhoek   |                            |                     | |
| 1984     | Peta Harley-Peters           | Windhoek   |                            |                     | |
| 1985     | Alice Pfeiffer (°1963-†2019) | Windhoek   |                            |                     | |
| 1986     | Jo-Rina Meyer                | Windhoek   | Alvena Smith               | Emily Shilombelwa   | |
| 1987     | Bianca Pragt                 | Windhoek   |                            |                     | |
| 1988     | Caroline du Preez            | Windhoek   |                            |                     | |
| 1989     | Emarencia Esterhuizen        | Windhoek   |                            |                     | Emarencia Esterhuizen devient la première namibienne à participer à Miss Monde. |
| 1990     | Ronel Liebenberg             | Windhoek   |                            |                     | |
| 1991     | Michelle McLean (°1972-)     | Windhoek   | UesI Smith                 | Unda de Vos         | Michelle McLean s'est classée dans le top 5 au concours, Miss Monde 1991. Plus tard, elle est élue Miss Univers 1992, devenant la première namibienne à remporter le titre de Miss Univers. |
| 1992     | Anja Schroeder               | Windhoek   | Linda Sharon Schultz       | Yolande Tait        | |
| 1993     | Barbara Kahatjipara (°1975-) | Windhoek   |                            |                     | Barbara Kahatjipara remporte le prix de Miss Sympathie au concours Miss Univers 1994. |
| 1995     | Patricia Burt                | Windhoek   |                            |                     | |
| 1996     | Faghma Absalom               | Windhoek   |                            |                     | |
| 1997     | Sheya Shipanga               | Windhoek   |                            |                     | |
| 1998     | Retha Reinders               | Windhoek   | Salome Cartens             | Eloise Freygang     | |
| 1999     | Vaanda Katjuongua            | Windhoek   | Roux-ché Titus             | Natalie Körner      | |
| 2000     | Mia de Klerk                 | Windhoek   | Inatu Indongo              | Roberta Shanjegange | |
| 2001     | Michelle Heita               | Windhoek   | Celest Hough               | Jeimo Jason         | |
| 2002     | Ndapewa Alfons               | Windhoek   | Christa Engelbrecht        | Anja-Mari Nel       | Ndapewa Alfons a atteint le top 10 à Miss Univers 2003. |
| 2003     | Petrina Thomas               | Windhoek   | Gabrielle Schroeder        | Mbapewa Njembo      | |
| 2004     | Adele Basson                 | Windhoek   | Fenni Angukku              | Leefa Shiikwa       | |
| 2005     | Leefa Shiikwa                | Windhoek   | Maria Hewilepo             | Hendrina Udjombala  | Leefa Shiikwa, a été dépouillé de son titre en 2006 après avoir été découverte qu'elle avait été mariée en 2004 à un angolais.                                                              |
| 2006     | Anna Svetlana Nashandi       | Windhoek   | Laurencia Endjala          | Rebeka Munana       | Anna Nashandi s'est placée dans le top 17 au concours Miss Monde 2006 |
| 2007     | Marichen Luiperth (°1986-)   | Swakopmund | Christa Engelbrecht        | Sade Gawanas        | Marichen Luiperth a participé à l'élection de Miss Malaïka International 2004. |
| 2008     | Marelize Robberts (°1986-)   | Windhoek   | Leani Roux                 | Kimera Markowitz    | |
| 2009     | Happie Ntelamo               | Caprivi    | Tanya Schemmer             | Susan van Zyl       | |
| 2010     | Odile Gertze (°1988-)        | Windhoek   | Venantia Otto              | Steny Schoeman      | Odile Gertze s'est placée dans le top 25 à Miss Monde 2010. |
| 2011     | Luzaan van Wyk               | Windhoek   | Georgina Kandjeke          | Nangula Elifas      | |
| 2012     | Tsakana Nkandi               | Tsumeb     | Patricia Hanstein          | Monique Peters      | |
| 2013     | Paulina Malulu (°1989-)      | Windhoek   | Mbari Katanga              | D'Alice Tshilemba   | Paulina Malulu s'est classée dans le top 15 à Miss International 2012. Elle a participé aux concours Miss Monde 2013, Miss Univers 2013 et Miss Terre 2014.                                 |
| 2014     | Brumhilda Ochs (°1992-)      | Windhoek   | Bernedine Kubersky         | Anienke Karsten     | |
| 2015     | Steffi Van Wyk (°1991-)      | Windhoek   | Lyrischia Immanuellah      | Unongo Kutako       | |
| 2016     | Lizelle Esterhuizen          | Windhoek   | Andeline Wieland           | Varaakuani Hambira  | |
| 2017     | Suné January (°1994-)        | Rehoboth   | Romilly Mouton             | Tessia Mutwamezi    | |
| 2018     | Selma Kamanya (°1996-)       | Rundu      | Clarise van der Vyver      | Kabuba Namukokoba   | |
| 2019     | Nadja Breytenbach (°1995-)   | Windhoek   | Julita Kitwe               | Johanna Swaartbooi  | |
| 2021     | Chelsi Shikongo (°1998-)     | Walvis Bay | Annerie Maré               | Michelle Mukuve     | |
| 2022     | Cassia Sharpley (°2001-)     | Windhoek   | Leoné Renate Van Jaarsveld | Diana Andimba       | |
| 2023     | Jameela Uiras (°2000-)       | Windhoek   | Albertina Haimbala         | Martha Kautavali    | Jameela Uiras s'est classée dans le top 20 à Miss Univers 2023. |
| 2024     | Prisca Anyolo (°2000-)       | Windhoek   | Leena Mugena               | Georgia Garises     | |
| 2025     | Johanna Swartbooi (°1998-)   | Windhoek   | Uatjiri Mbaisa             | Tuilika Andreas     | |

- Aucun concours n'a eu lieu en 1994, ni en 2020

## Galerie

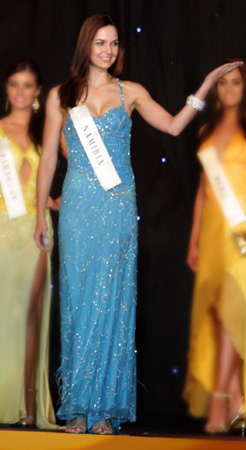
Marelize Robberts, Miss Namibie 2008.
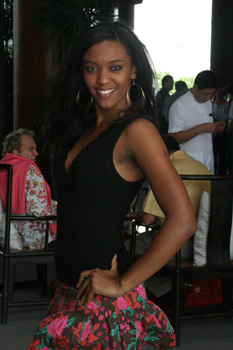
Marichen Luiperth, Miss Namibie 2007.

## Titres remportés par la Namibie aux concours internationaux
| Miss Univers         | 1 |      |                      |                          |
| Miss Univers         | 1 | 1992 | Michelle McLean      | Bangkok, Thaïlande       |
| Face of Africa       | 2 |      |                      |                          |
| Face of Africa       | 2 | 1999 | Benvinda Mundenge    | Windhoek, Namibie        |
| Face of Africa       | 2 | 2006 | Venantia Otto        | Sun City, Afrique du Sud |
| Ms United Nations    | 1 |      |                      |                          |
| Ms United Nations    | 1 | 2014 | Lembi Ndahafa Edward | Kingston, Jamaïque       |
| Miss Teen Continents | 1 |      |                      |                          |
| Miss Teen Continents | 1 | 2015 | Chanique Chani Rabe  | Houston, États-Unis      |